# Адриан Иванов

## Биография
Роден е на 8 май 1964 г. в Варна, България. Завършва СМГ през 1982 г., а по-късно (1990) ВИАС със специалност ПГС. От 1971 г. до 1979 г. учи акордеон (а по-късно и електроорган) и солфеж при проф. Снежана Гълъбова. Започва да се занимава професионално с музика от 1979 г. като пианист в група „Орион“ – утвърдена ученическа рок-група, репетираща в кв. Надежда и с художествен ръководител Годо. През 1982 – 1984 отбива редовната военна служба в Плевен и Грудово, където взима активно участие в ДНА с рок-групата на поделението.
От 1984 – 1990 г. е най-активният му период като музикант. С „Орион“ работят към тогавашната Концертна дирекция, правейки непрекъснати турнета и подкрепяйки различни благотворителни каузи. Участват като подгряваща група на „ФСБ“. Под егидата на ДКМС и Кирил Маричков издават LP съвместно със „Субдибула“. Продуцент е Ивайло Крайчовски. Групата работи съвместно с Милена Славова, подготвяйки албумът ѝ „Ха-ха“, довършен по-късно от Ера. През 1990 г. в рамките на 40-а годишнина на Sanremo Music Festival – „Либерта“, „Орион“ и Милена Славова взимат участие във фестивала, изнасяйки концертна програма. Същата година правят турне в Хамбург – Шлезвиг – Холщайн с немската punk група „Die Gelb“.
Същата 1990 г. „Орион“ прекратява съществуването си и Адриан се прибира в България, където е поканен от Любомир Малковски да се присъедини към „Ера“, а по-късно се присъединява и Милена Славова. Заедно завършват и издават Ха-хa. Съвместната им програма носи голям успех – залите са претъпкани.
През 1991 г. Малковски и Адриан напускат „Ера“ и създават култовата група „Ер Малък“. Към тях се присъединяват Орлин Радински - Линча и Иво Петров – Иваца. До 1994 издават 2 MC албума: „Ер Малък 1“ и „Лично!“, и LP „Ер Малък“ Балкантон. След бурна концертна дейност „Ер Малък“ временно прекратява дейността си през 1995 г.
Следват участия с „Такси“, „Контрол“, „Фактор“, „Big mama scandal“, „Епизод“, „Конкурент“ и работа като студиен музикант.
През 1997 – 1999 работи с клубни банди като „Роберта и Алфа“, „Огледало“ и др. Солов проект с Гана и Малковски – „Врана“
2005 продуцира CD изданията на „Ер Малък 1“ и „Лично!“.
Следват повторни обединения с:
- Ер Малък – „15 години Ер Малък“ DVD; 2006
- Ера – „20 години по-късно“ DVD (съвместно с „Ахат“ и „Конкурент“); 2006
- Милена Славова – „25 години на сцена“. 28.11.2009

През март 2021 излиза автобиографичната му книга "Неравноделни времена - рокхрониките на Адри", която е първата част на трилогия.

2024 излиза втората част "Облачните шалове на Витоша"
2024 юни продуцира CD Михаил Пиперков- "The coyote Den and its safety"
2024 септември продуцира double CD Orion- "Lost and found"
2025 трета/ последна част на рокхрониките: "Роуди"